# Burgrest Bollingen
Der Burgrest Bollingen ist eine abgegangene hochmittelalterliche Spornburg auf dem 605 m ü. NN hohen Schlossberg am Rande des Kiesentales südwestlich von Bollingen, einem Ortsteil der Gemeinde Dornstadt im Alb-Donau-Kreis in Baden-Württemberg.
Die wahrscheinlich im 13. Jahrhundert erbaute Burg wurde im 14. Jahrhundert zerstört. Vermutlich war sie der Stammsitz der Roth von Schreckenstein. Von der ehemaligen Burganlage sind nur noch Geländespuren und Reste von zwei schmalen Halsgräben zu sehen.